# Готтшальк, Аугуст
Аугуст Готтшальк (нем. August Gottschalk; 14 декабря 1921 — 27 ноября 2014) — немецкий футболист, нападающий. Будучи капитаном «Рот-Вайсс Эссен», в 1953 году выиграл кубок ФРГ, а через два года — чемпионат страны.

## Карьера

### До создания Оберлиги Запада
Родился в районе Альтенэссен и начал заниматься футболом в молодёжном составе «Пройсен Эссен». Он происходил из семьи тяжелоатлетов, но выразил желание посвятить жизнь футболу. В 17 лет он по предложению Георга Мельхеса перешёл в «Рот-Вайсс Эссен», в этом клубе он провёл всю свою дальнейшую карьеру, за исключением сезона 1945/46, когда он вернулся в «Пройсен». Готтшальк получил специальное разрешение, благодаря которому смог играть сразу в первом команде и участвовал в Гаулиге Нижнего Рейна в первые годы Второй мировой войны. Готтшальк продемонстрировал свои сильные стороны в играх кубка Германии 1940 и 1941 года, чем привлёк к себе внимание тренера сборной, Зеппа Хербергера. Молодой нападающий посещал тренировочные занятия Хербергера в Берлине в зимний перерыв 1939/40 сезона и с 17 по 21 марта 1941 года. Там он познакомился с такими игроками, как Герман Эппенхофф, Герберт Бурденски и Гунтер Бауманн. В 1941 году Готтшальк был призван в армию, в ходе боевых действий попал в плен, а после освобождения вернулся в свой бывший клуб «Пройсен». С этим клубом он дошёл до финальной части чемпионата Рурской области, занял первое место и в 1946 году стал чемпионом города. В финале чемпионата Нижнего Рейна Готтшальк со своим клубом в полуфинале в дополнительное время потерпел поражение с минимальным счётом от будущего чемпиона турнира, «Рот-Вайсс Эссен».
Георг Мельхес пригласил Готтшалька вернуться в «Рот-Вайсс». В сезоне 1947/48 группы 2 лиги Нижнего Рейна «Рот-Вайсс» вышел в плей-офф, выиграв группу после победы над «Хильденом» со счётом 2:1. Также на пути к повышению в Оберлигу Запада были обыграны «Дуйсбургер» и «ТуРа 86». Залогом успеха команды стала формация WM: надёжная защита, быстрый переход из атаки в оборону, сильное нападение.

### Оберлига Запада (1948—1955)
19 сентября 1948 года Готтшальк вместе с командой дебютировал в Оберлиге Запада, обыграв дома с минимальным счётом «Пройссен Мюнстер». В итоге в сезоне 1948/49 «Рот-Вайсс» занял второе место, уступив лишь дортмундской «Боруссии». Готтшальк забил 14 голов в 20 матчах. С 4 апреля по 8 мая 1949 года Готтшальк провёл три матча за сборную Западной и Северо-Западной Германии против Северной и Южной части страны. 29 мая 1949 года «красно-белые» играли в Брауншвейге против вице-чемпиона Севера, «Санкт-Паули», это был отборочный матч чемпионата ФРГ. Соперник одержал победу со счётом 4:1. На лето «Рот-Вайсс» договорился о ряде международных товарищеских матчей, первый состоялся 18 июня 1949 года против «Адмира Ваккер Мёдлинг». В 1951/52 сезоне Готтшальк с «Рот-Вайсс» впервые стал чемпионом Оберлиги Запада, но в финальной части чемпионата ФРГ команда уступила будущему победителю, «Штутгарту». Существенную роль в победе в Оберлиге Запада сыграло атакующее трио: Хельмут Ран (29 матчей, 20 голов), Аугуст Готтшальк (27 матчей, 19 голов) и Бернхард Термат (29 матчей, 20 голов). В 1952 году к команде присоединились вратарь Фриц Херкенрат и нападающий Франц Ислякер. В сезоне 1952/53 Готтшальк стал капитаном клуба, а его команда заняла третье место в Оберлиге Запада. Под руководством тренера Карла Хомана (1949—1954) Готтшальк стал в первую очередь активным плеймейкером и «вдохновителем» «красно-белых», в 27 матчах он забил 18 голов. После победы над «Яном», «Оснабрюком», «Гамбургом» и «Вальдхофом» «Рот-Вайсс» вышел в финал кубка ФРГ. 1 мая 1953 года в Дюссельдорфе команда Готтшалька обыграла «Алемания Ахен» со счётом 2:1. В 1953/54 сезоне «Рот-Вайсс» во главе с капитаном Готтшальком занял второе место в Оберлиге; но из-за проведения мундиаля в Швейцарии был изменён регламент чемпионата ФРГ, по новым правилам вице-чемпионы Оберлиг не участвовали в финальной части чемпионата. В качестве компенсации для своих подопечных Георг Мельхес запланировал девятинедельное турне по Южной и Северной Америке. Тур длился с 23 апреля по 22 июня 1954 года, «красно-белые» посетили Аргентину, Уругвай, Боливию, Перу, Эквадор, Колумбию и после двухнедельного пребывания в США вернулись в Эссен.
В 1954/55 сезоне «Рот-Вайсс» возглавил новый тренер, Фриц Шепан. Из 30 матчей Оберлиги команда выиграла 27 и всего три сыграла вничью, таким образом была заложена основа для чемпионата ФРГ. 15 мая клуб сыграл свой первый матч в групповом этапе в последнем туре, соперник, «Бремерхафен 93» был побеждён со счётом 4:0. Команда Готтшалька выиграла группу и вышла в финал. Решающий матч состоялся 26 июня 1955 года в Ганновере против «Кайзерслаутерна». В составе соперника было четверо чемпионов мира: Вернер Кольмайер, Вернер Либрих, Хорст Эккель и Фриц Вальтер; нападающий Оттмар Вальтер пропускал матч из-за травмы. «Канзерслаутерн» считался фаворитом встречи и на 11-й минуте открыл счёт. Однако «Рот-Вайсс», «ведомый превосходным лидером Аугустом Готтшальком», сумел переломить ход игры и ещё до перерыва забить три гола. Но во втором тайме «Кайзерслаутерн» отыгрался, и исход финала должен был решиться в концовке матча. На 85-й минуте Франц Ислякер забил решающий гол и принёс победу «Рот-Вайссу». После победы в чемпионате Аугуст Готтшальк закончил свою карьеру. В общей сложности он сыграл 172 матчей за «Рот-Вайсс» и забил 96 голов. За свои заслуги перед «Рот-Вайссом» Готтшальк был назначен почётным капитаном клуба.

## Стиль игры
Он внес большой вклад в успех «Рот-Вайсса», став на поле хорошим партнёром президента клуба, Георга Мельхеса. До прихода Хельмута Рана он был неоспоримым ведущим игроком команды. Он был лидером и связующим звеном «красно-белых». Первоначально он был таранным центрфорвардом, затем стал оттянутым плеймейкером. В начале 50-х годов он поддерживал Рана своими творческими действиями из глубины и был своеобразным представителем тренера на поле. Известный радио-репортёр Курт Брумме описал Готтшалька следующими словами: 
Из форварда в период футбольного расцвета он превратился в хорошего стратега и лидера атак своей команды, скоро его лицо будут изображать на марках. Одну цель этому талантливому нападающему, к сожалению, не удалось осуществить - сыграть за сборную Германии.

## После завершения карьеры
В 1955/56 сезоне Готтшальк стал играющим тренером «Борбека» из Нижнерейнской лиги. 28 июня 1957 года он принял решение об уходе из футбола. После окончания карьеры Аугуст Готтшальк проживал в Эссене и некоторое время тренировал местный «Альтенэссен». Параллельно он занимался бизнесом, связанным с гостиничным делом. С 1967 года он работал представителем пивоваренного завода. Последние годы жизни провёл в доме престарелых.
27 ноября 2014 года Аугуст Готтшальк умер в возрасте 92 лет.